# Acid tropic
Acidul tropic (IUPAC: acidul 3-hidroxi-2-fenilpropanoic) este un compus organic cu formula structurală HO-CH2-CH(Ph)-COOH. Este utilizat pentru a sintetiza atropină și hiosciamină în laborator (prin reacția cu tropinonă). Este o moleculă chirală.

## Obținere
| Sinteza 1: | Sinteza 2: |
| ---------- | ---------- |
|            |            |

Preparare: